# 노아 (2014년 영화)
노아(Noah)는 대런 애러노프스키가 감독을 맡고, 애러노프스키와 아리 핸델이 각본을 맡아, 성경적인 서사와 판타지물 특유의 독창적인 세계관을 함축적으로 담아낸 블록버스터 영화이다. 
본 영화는 창세기의 노아의 방주 이야기를 현대적인 시각으로 재해석한 블록버스터급 종교 영화로, 작품의 완성도가 가장 제일 높은 만큼. 대한민국에선 2014년 상반기 글로벌 개봉 영화 시장을 의식한 블록버스터급 대작이므로. 2014년 3월 20일에 개봉하였다. 영화에는 제니퍼 코널리, 레이 윈스톤, 엠마 왓슨, 로건 러먼, 더글러스 부스, 앤서니 홉킨스 등과 함께 러셀 크로가 노아 역으로 출연하였다.
본 작품도 영화계 일각에선, 등장 인물들의 심리적 묘사를 허구적으로 창작한 만큼, 종교적 성격에 가까운 판타지 영화로 긍정적인 평가를 받았지만, 부정적인 측면에서 민감한 성경적 왜곡 문제로 논란의 여지가 많았고, 월드와이드 수익을 합하여 3억 6200만 달러가 넘는 거액의 수익을 올리면서, 아시아와 태평양, 아메리카, 유럽 등 전 세계 50여개 국에서 동시 개봉한 바 있다.
본 영화의 가장 큰 성공 비결은, 대리만족 등 관객들의 심리적 욕구를 꿰뚫는 것이 기획 단계에서 최우선적인 고려 사항이므로, 고전을 리메이크하고 역사적 사료에 기록된 다양한 사건과 인물들을 기반으로 한 작품들이 봇물처럼 등장하는 것은, 과거를 현대적 시각에서 재해석하기 위한 사회적 분위기와 제작진들의 창작 욕구가 맞아 떨어진 것으로 풀이된다.

## 줄거리
구약 성경의 창세기를 배경으로 신께서 타락한 인간을 멸하려 하고, 그러한 계시를 받은 노아는 대홍수로부터 세상을 구할 거대한 방주를 만들기 시작한다.

## 배역
- 러셀 크로 - 노아 역
- 제니퍼 코널리 - 나메 역
- 엠마 왓슨 - 일라 역
- 로건 러먼 - 함 역
- 더글러스 부스 - 셈 역
- 앤서니 홉킨스 - 므두셀라 역
- 리오 맥허프 캐롤 - 야벳 역
- 케빈 듀랜드 - 오그 역
- 다코타 고요 - 어린 노아 역
- 레이 윈스턴 - 두발가인 역
- 머르톤 초카스 - 라메크 역
- 매디슨 대븐포트 - 나엘 역
- 닉 놀티 - 샘야자 역
- 마크 마골리스 - 마고그 역
- 프랭크 란젤라 - 아자젤 역

## 같이 보기
- 화이트워싱